# Col de Vizzavona

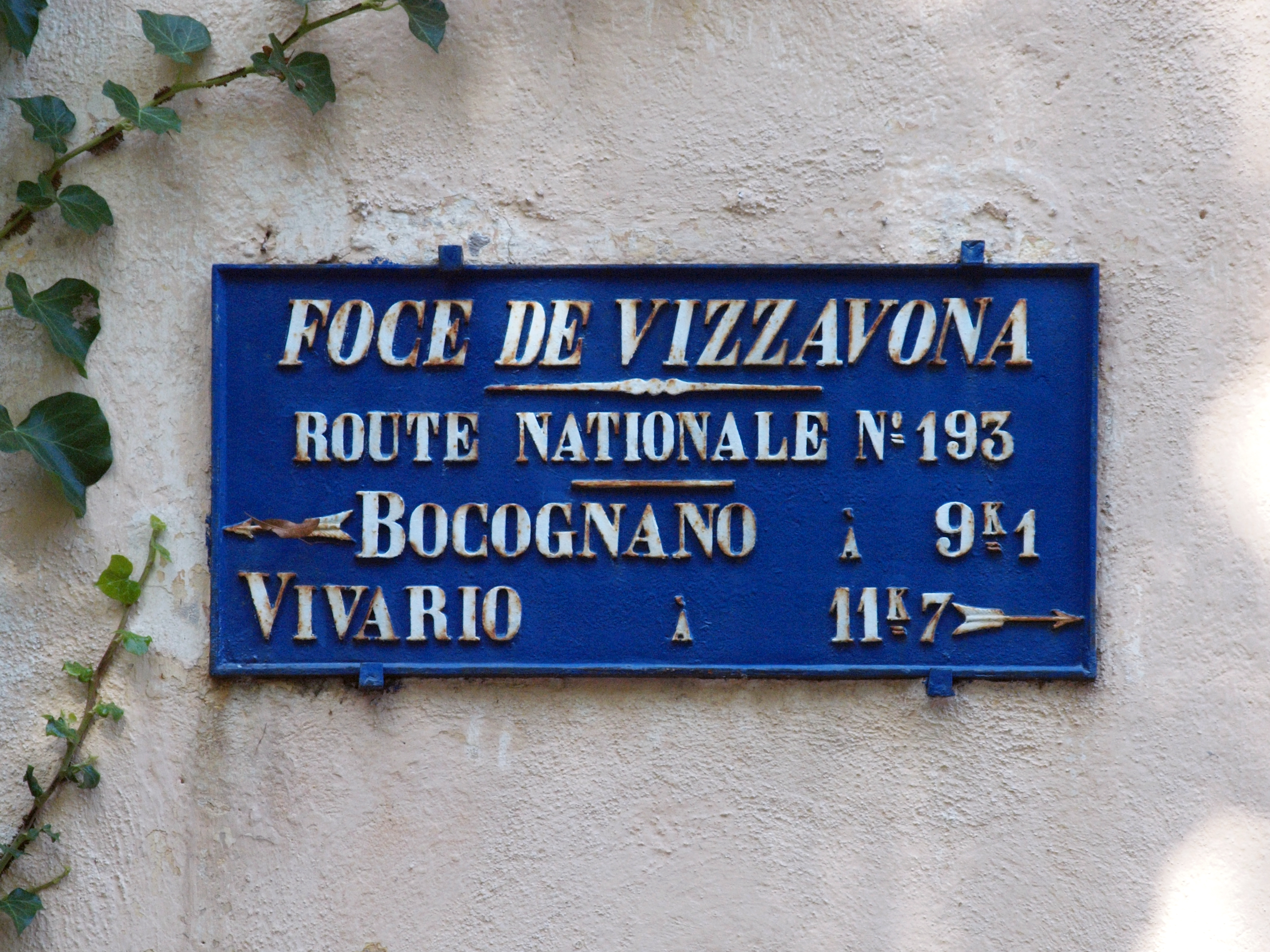
Naamplaatje van de voormalige N193 (nu T20)

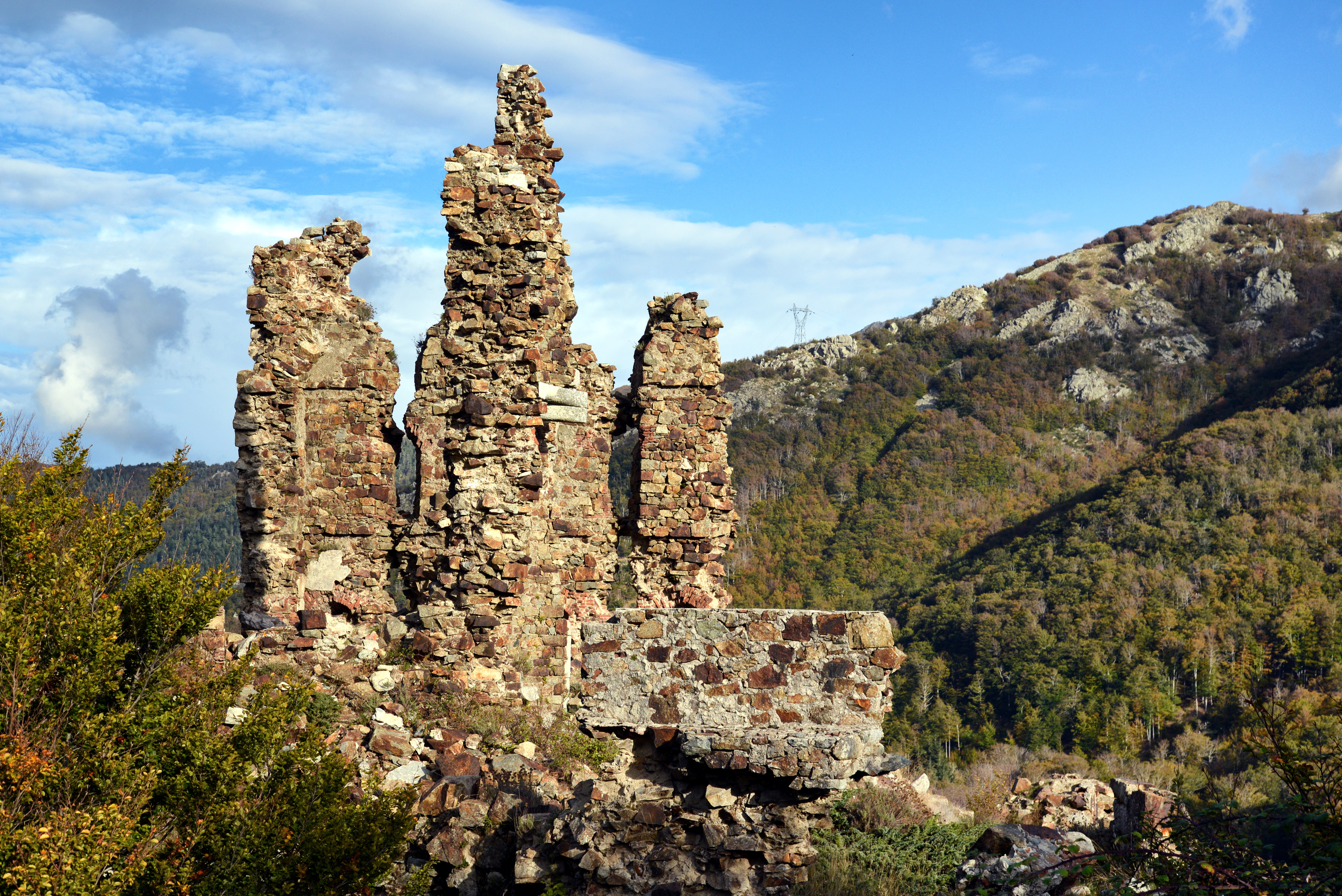
Ruïne van het oude fort

De Col de Vizzavona is een bergpas op een hoogte van 1163 meter op het Franse eiland Corsica. De bergpas verbindt Vivario aan de noordzijde met Bocognano aan de zuidzijde. Tezamen met de Bavella, Verde en Vergio vormt hij een van de vier grote Corsicaanse bergpassen die de hoofdkam van het eiland kruisen. Het is de laagste van deze vier grote passen en veruit de belangrijkste. Het is de enige van deze vier waar een territoriale (voorheen nationale) weg overheen loopt en waar onder de pas ook een spoorwegverbinding loopt. Het belang van de pas dankt deze aan zijn centrale ligging op het eiland, op de snelste verbinding tussen Bastia en Ajaccio via de oude hoofdstad Corte. Net ten noordoosten van de col ligt het dorp Vizzavona, waarnaar de pas genoemd werd.

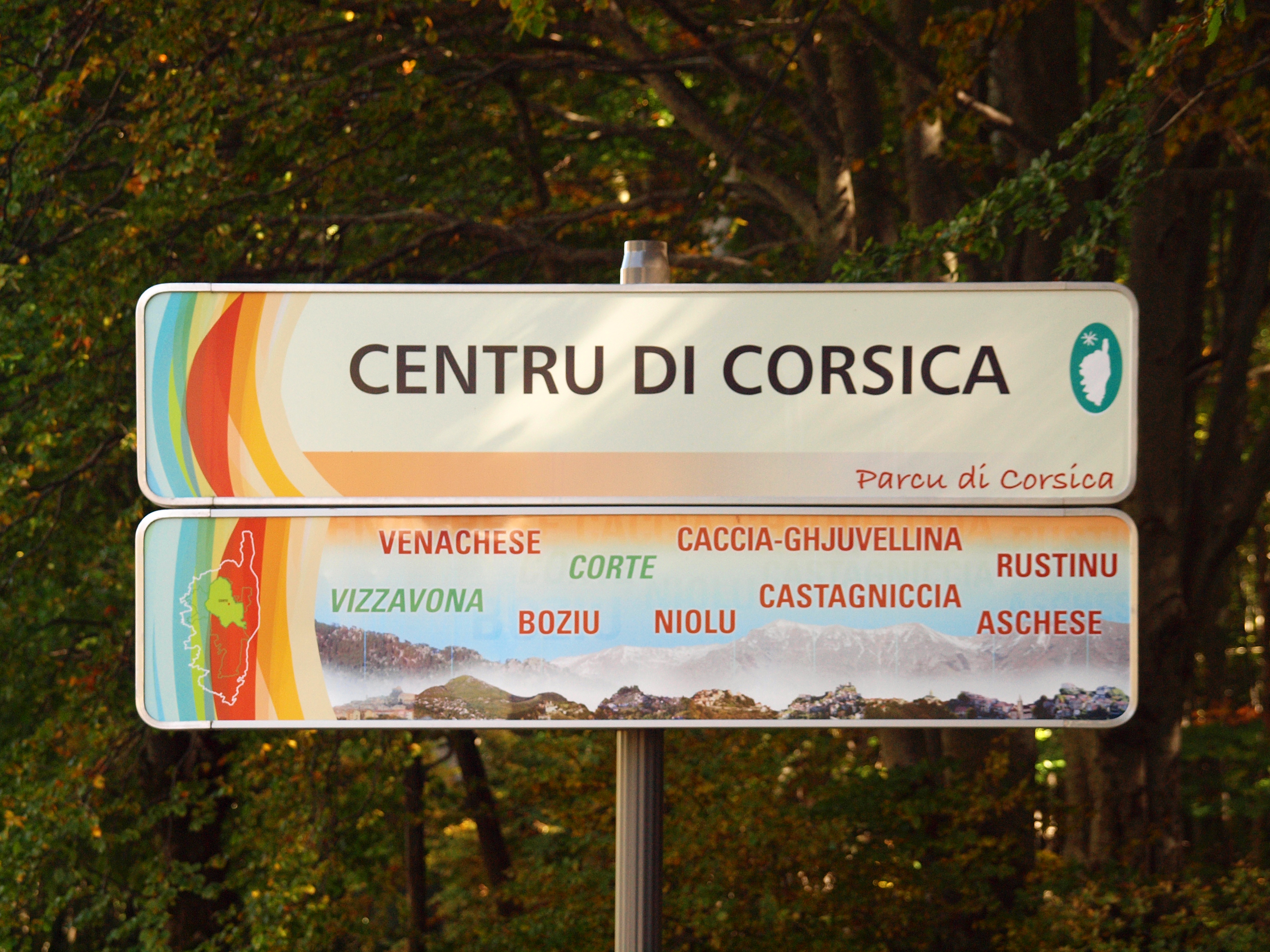
Ten noorden van de pas ligt het "centrum" van Corsica

De spoorweg werd aangelegd in de jaren 1880 en gaat via een tunnel onder de pashoogte heen. Naar het noorden toe moeten de hoofdweg T20 en de spoorweg nog twee passen over doorheen het centrum van het eiland ("Centru di Corsica"): dit zijn de bergpas bij Venaco en de Collo di San Quilico ten noorden van Corte. De GR20 passeert de col ten noordoosten, langs het dorp Vizzavona zelf.
De pas vormt het laagste punt tussen twee hoge toppen van het eiland: de Monte d'Oro (2389 m) in het noorden en de Monte Renoso (2352 m) in het zuiden. De Monte d'Oro wordt gerekend tot het massief van de Monte Rotondo. De pas ligt op de waterscheiding tussen de vallei van de Gravona in het zuidwesten (richting Ajaccio) en die van de Vecchio in het noordoosten. De Vecchio is een zijrivier van de Tavignano.